# Microphysogobio
Microphysogobio es un género de peces de la familia Cyprinidae y de la orden de los Cypriniformes.

## Especies
- Microphysogobio alticorpus Bănărescu & Nalbant, 1968
- Microphysogobio amurensis (Taranetz, 1937)
- Microphysogobio anudarini Holčík & Pivnička, 1969
- Microphysogobio brevirostris (Günther, 1868)
- Microphysogobio chinssuensis (Nichols, 1926)
- Microphysogobio elongatus (Yao & Yang, 1977)
- Microphysogobio fukiensis (Nichols, 1926)
- Microphysogobio hsinglungshanensis T. Mori, 1934
- Microphysogobio jeoni I. S. Kim & H. Yang, 1999
- Microphysogobio kachekensis (Ōshima, 1926)
- Microphysogobio kiatingensis (H. W. Wu, 1930)
- Microphysogobio koreensis T. Mori, 1935
- Microphysogobio labeoides (Nichols & C. H. Pope, 1927)
- Microphysogobio liaohensis
- Microphysogobio linghensis Y. H. Xie, 1986
- Microphysogobio longidorsalis T. Mori, 1935
- Microphysogobio microstomus P. Q. Yue, 1995
- Microphysogobio nudiventris Z. G. Jiang, E. H. Gao & E. Zhang, 2012
- Microphysogobio pseudoelongatus Y. H. Zhao & C. G. Zhang, 2001
- Microphysogobio rapidus B. S. Chae & H. J. Yang, 1999
- Microphysogobio tafangensis (Ki. Fu. Wang, 1935)
- Microphysogobio tungtingensis (Nichols, 1926) (Long-nosed gudgeon)
- Microphysogobio vietnamica Đ. Y. Mai, 1978
- Microphysogobio wulonghensis Y. C. Xing, Y. H. Zhao, W. Q. Tang & C. G. Zhang, 2011
- Microphysogobio yaluensis (T. Mori, 1928)
- Microphysogobio yunnanensis (Yao & Yang, 1977)

- Datos: Q719105
- Especies: Microphysogobio